# Cascais (gemeente)
Cascais is een plaats en gemeente in het Portugese district Lissabon.
De gemeente heeft een totale oppervlakte van 97,4 km² en telde 212.474 inwoners in 2018.

## Freguesias
De gemeente Cascais bestaat uit de volgende freguesias:
- Alcabideche
- Carcavelos
- Cascais en Estoril
- Parede
- São Domingos de Rana

## Cultuur
- Casa das Histórias Paula Rego: museum gewijd aan de schilderkunst van Paula Rego, ontworpen door  Eduardo Souto de Moura
- Casa de Santa Maria: een vroeg 20ste-eeuwse luxe privéresidentie. Het gebouw is sinds 2004 een museum dat een rijke verzameling schilderijen en tegels uit de Portugese barok bevat.
- Condes de Castro Guimarães Museum: dit museum (schilderijen, juwelen, meubels en porselein) werd opgericht in 1931. Het is gevestigd in het gelijknamige Palacio, een aristocratische zomerresidentie uit 1900.
- Farol Museu de Santa Marta: is gehuisvest in de gelijknamige vuurtoren.

## Partnersteden
- Atami (Japan)
- Biarritz (Frankrijk)
- Gaza (Palestina)
- Guarujá (Brazilië)
- Sal (Kaapverdië)
- Salvador (Brazilië)
- Santana (São Tomé en Principe)
- Vitória (Brazilië)
- Wuxi (China)
- Xai-Xai (Mozambique)

## Geboren
- Paulo Ferreira (1979), voetballer
- Hugo Leal (1980), voetballer
- Tiago Cruz (1982), golfer
- Daniel Carriço (1988), voetballer
- Mauro Riquicho (1995), voetballer
- Domingos Duarte (1995), voetballer

## Sport
In 2007 vonden hier de Wereldkampioenschappen zeilen plaats. In augustus 2011 werd in Cascais de eerste ronde van de World Series van de America's Cup gehouden. In de gemeente ligt het Circuit van Estoril.

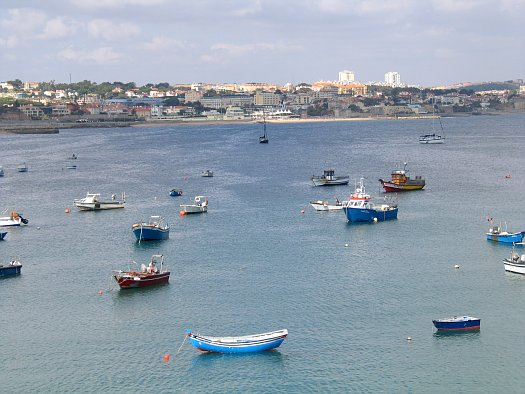
Cascais